# The Walt Disney Company Limited
The Walt Disney Company Limited é a subsidiária britânica da Walt Disney Company que é a proprietária, e é responsável por produções da Disney no mercado britânico. A empresa sediada em Londres também supervisiona todo o mercado europeu, bem como o Oriente Médio e a África sob o nome de The Walt Disney Company EMEA.
A subsidiária foi fundada em 8 de março de 1954, sob o nome de Walt Disney Film Distributor Ltd. Posteriormente, renomeada em 1 de julho de 1957 como Walt Disney Productions Ltd.